# Morović
Morović (izvirno srbsko Моровић) je naselje v Srbiji, ki upravno spada pod Občino Šid; slednja pa je del Sremskega upravnega okraja.

## Demografija
V naselju živi 1707 polnoletnih prebivalcev, pri čemer je njihova povprečna starost 39,4 let (38,2 pri moških in 40,6 pri ženskah). Naselje ima 722 gospodinjstev, pri čemer je povprečno število članov na gospodinjstvo 2,99.
To naselje je, glede na rezultate popisa iz leta 2002, v glavnem srbsko.
|  |

| Demografija | Demografija     | Demografija     |
| Leto        | Št. prebivalcev | Št. prebivalcev |
| ----------- | --------------- | --------------- |
|             |                 |                 |
|             |                 |                 |
|             |                 |                 |
|             |                 |                 |
| 1948        | 1503            |                 |
| 1953        | 1876            |                 |
| 1961        | 2110            |                 |
| 1971        | 2292            |                 |
| 1981        | 2196            |                 |
| 1991        | 2105            | 2055            |
| 2002        | 2272            | 2164            |
|             |                 |                 |

| Etnična sestava po popisu iz leta 2002 | Etnična sestava po popisu iz leta 2002 | Etnična sestava po popisu iz leta 2002 | Etnična sestava po popisu iz leta 2002 | Etnična sestava po popisu iz leta 2002 |
| -------------------------------------- | -------------------------------------- | -------------------------------------- | -------------------------------------- | -------------------------------------- |
| Srbi                                   | Srbi                                   |                                        | 1.889                                  | 87,29%                                 |
| Hrvati                                 | Hrvati                                 |                                        | 173                                    | 7,99%                                  |
| Slovaki                                | Slovaki                                |                                        | 8                                      | 0,36%                                  |
| Rusini                                 | Rusini                                 |                                        | 6                                      | 0,27%                                  |
| Madžari                                | Madžari                                |                                        | 5                                      | 0,23%                                  |
| Jugoslovani                            | Jugoslovani                            |                                        | 4                                      | 0,18%                                  |
| Romi                                   | Romi                                   |                                        | 2                                      | 0,09%                                  |
| Čehi                                   | Čehi                                   |                                        | 1                                      | 0,04%                                  |
| Črnogorci                              | Črnogorci                              |                                        | 1                                      | 0,04%                                  |
| Neznano                                | Neznano                                |                                        | 67                                     | 3,09%                                  |